# Sean Sherk
Sean Sherk, né le  5 août 1973 est un pratiquant américain d'arts martiaux mixtes (MMA). Il a notamment combattu à l'Ultimate Fighting Championship (UFC) où il a obtenu le titre de champion des poids légers.

## Parcours en arts martiaux mixtes
Sherk a commencé à combattre en MMA en juin 1999 en poids mi-moyens. Il n'a subi que 2 défaites en 35 combats dans cette catégorie, une face à Matt Hughes et l'autre face à Georges st. Pierre. En 2006, Sherk a décidé de devenir poids léger (155 livres). Dans son premier combat comme un poids-léger, Sherk a battu Kenny Florian pour devenir le premier champion poids légers de l'UFC.

### Retour à l'UFC

#### Champion des poids légers de l'UFC
Au mois de juillet 2006, un combat entre Sean Sherk et Kenny Florian est envisagé pour déterminer le nouveau champion des poids légers de l'organisation lors de l'UFC 62 devant se dérouler le 26 août. Cependant, Florian n'accepte pas un affrontement aussi rapproché de son dernier combat contre un adversaire de ce calibre.
Le match est alors reporté à l'UFC 64, le 14 octobre 2006 à Las Vegas.
Sean Sherk se montre le plus dominant, remportant au moins quatre rounds. Les juges lui donnent par conséquent la victoire par décision unanime (49-46, 49-46, 50-46) malgré des bons coups de coude de Florian lui ayant occasionné de sévères coupures.
Les cinq rounds sont désignés combat de la soirée et Sherk devient ainsi le nouveau champion des poids légers de l'UFC.
Sean Sherk est ensuite programmé pour défendre sa nouvelle ceinture lors de l'UFC 73 du 7 juillet 2007, face au Brésilien Hermes França, alors sur huit victoires consécutives en 2006 rebondissant d'une mauvaise année 2005.
À nouveau, le champion est capable de capitaliser sur sa lutte pour l'emporter par décision unanime aux termes de cinq rounds du match (50-45, 50-45, 49-46) 
Pourtant, les deux athlètes sont contrôlés positifs aux stéroïdes anabolisants après le combat. Les résultats de Sherk révèlent l'utilisation de nandrolone, et ceux de França, de drostanolone. La commission athlétique de Californie inflige par conséquent au lutteur américain une amende de 2 500 $ et une suspension d'un an.
En se défendant de cette accusation, Sherk réussit à obtenir un allègement de sa suspension à 6 mois, mais la commission ne le blanchit pas totalement. L'UFC le destitue alors de son titre en décembre 2007.

## Palmarès en arts martiaux mixtes
| 41 combats     | 36 victoires | 4 défaites |
| Par KO         | 9            | 2          |
| Par soumission | 12           | 0          |
| Sur décision   | 15           | 2          |
| Égalités       | 1            | 1          |

| Résultat | Record | Adversaire                     | Méthode                                 | Événement                                    | Date              | Round | Temps | Lieu                                          | Notes |
| -------- | ------ | ------------------------------ | --------------------------------------- | -------------------------------------------- | ----------------- | ----- | ----- | --------------------------------------------- | --- |
| Victoire | 36-4-1 | Evan Dunham                    | Décision partagée                       | UFC 119: Mir vs. Cro Cop                     | 25 septembre 2010 | 3     | 5:00  | Indianapolis, Indiana, États-Unis             | Combat de la soirée. |
| Défaite  | 35-4-1 | Frankie Edgar                  | Décision unanime                        | UFC 98: Evans vs. Machida                    | 23 mai 2009       | 3     | 5:00  | Las Vegas, Nevada, États-Unis                 | |
| Victoire | 35-3-1 | Tyson Griffin                  | Décision unanime                        | UFC 90: Silva vs Côté                        | 25 octobre 2008   | 3     | 5:00  | Rosemont, Illinois, États-Unis                | Combat de la soirée. |
| Défaite  | 34-3-1 | B.J. Penn                      | TKO (coup de genou et coups de poing)   | UFC 84: Ill Will                             | 24 mai 2008       | 3     | 5:00  | Las Vegas, Nevada, États-Unis                 | Pour le titre des poids légers de l'UFC. |
| Victoire | 34-2-1 | Hermes França                  | Décision unanime                        | UFC 73: Stacked                              | 7 juillet 2007    | 5     | 5:00  | Sacramento, Californie, États-Unis            | Défend le titre des poids légers de l'UFC. Sherk et França contrôlés positifs aux stéroïdes anabolisants. Sherk est destitué de son titre en décembre 2007. |
| Victoire | 33-2-1 | Kenny Florian                  | Décision unanime                        | UFC 64: Unstoppable                          | 14 octobre 2006   | 5     | 5:00  | Las Vegas, Nevada, États-Unis                 | Remporte le titre vacant des poids légers de l'UFC. |
| Victoire | 32-2-1 | Nick Diaz                      | Décision unanime                        | UFC 59: Reality Check                        | 15 avril 2006     | 3     | 5:00  | Anaheim, Californie, États-Unis               | |
| Défaite  | 31-2-1 | Georges St-Pierre              | TKO (coups de poing et coups de coude)  | UFC 56: Full Force                           | 19 novembre 2005  | 2     | 2:53  | Las Vegas, Nevada, États-Unis                 | |
| Victoire | 31-1-1 | Joel Blanton                   | Soumission (étranglement arrière)       | BP: Pride and Glory                          | 17 septembre 2005 | 1     | 3:22  | Géorgie, États-Unis                           | |
| Victoire | 30-1-1 | Lee King                       | Soumission (étranglement bras-tête)     | Extreme Challenge 60                         | 12 novembre 2004  | 1     | 2:20  | Medina, Minnesota, États-Unis                 | |
| Victoire | 29-1-1 | Brodie Farber                  | Soumission (étranglement en guillotine) | SF 6: Battleground in Reno                   | 23 septembre 2004 | 1     | 0:55  | Reno, Nevada, États-Unis                      | |
| Victoire | 28-1-1 | Darin Brudigan                 | Soumission (étranglement bras-tête)     | Cage Fighting Xtreme 2                       | 4 septembre 2004  | 1     | 1:46  | Brainerd, Minnesota, États-Unis               | |
| Victoire | 27-1-1 | Gerald Strebendt               | TKO (coups de poing)                    | Extreme Challenge 58                         | 11 juin 2004      | 1     | 3:52  | Medina, Minnesota, États-Unis                 | |
| Victoire | 26-1-1 | Eric Heinz                     | Soumission (clé de cou)                 | Pride and Fury                               | 3 juin 2004       | 1     | 0:58  | Worley, Idaho, États-Unis                     | |
| Victoire | 25-1-1 | Jake Short                     | Soumission (étranglement arrière)       | ICC: Trials 2                                | 30 avril 2004     | 1     | 1:37  | Minnesota, États-Unis                         | |
| Victoire | 24-1-1 | Kaleo Padilla                  | Soumission (clé de cou)                 | You Think You're Tough                       | 17 avril 2004     | 2     | 1:17  | Kailua-Kona, Hawaï, États-Unis                | |
| Victoire | 23-1-1 | Ryuki Ueyama                   | Décision unanime                        | Pride Bushido 2                              | 15 février 2004   | 2     | 5:00  | Yokohama, Japon                               | |
| Victoire | 22-1-1 | Charles Diaz                   | Soumission (clé d'épaule)               | EP: XXXtreme Impact                          | 28 décembre 2003  | 2     | 0:58  | Tijuana, Mexique                              | |
| Victoire | 21-1-1 | Mark Long                      | Soumission (coups de poing)             | Extreme Combat                               | 12 décembre 2003  | 1     | 0:42  | Fridley, Minnesota, États-Unis                | |
| Victoire | 20-1-1 | John Alexander                 | TKO (coups de poing)                    | Extreme Combat                               | 2 août 2003       | 1     | 2:31  | Anoka, Minnesota, États-Unis                  | |
| Défaite  | 19-1-1 | Matt Hughes                    | Décision unanime                        | UFC 42: Sudden Impact                        | 25 avril 2003     | 5     | 5:00  | Miami, Floride, États-Unis                    | Pour le titre des poids mi-moyens de l'UFC. |
| Victoire | 19-0-1 | John Alexander                 | Soumission (étranglement arrière)       | Extreme Combat 2                             | 7 décembre 2002   | 1     | 2:28  | Minneapolis, Minnesota, États-Unis            | |
| Victoire | 18-0-1 | Benji Radach                   | TKO (arrêt du médecin)                  | UFC 39: The Warriors Return                  | 27 septembre 2002 | 1     | 4:16  | Uncasville, Connecticut, États-Unis           | |
| Victoire | 17-0-1 | Jutaro Nakao                   | Décision unanime                        | UFC 36: Worlds Collide                       | 22 mars 2002      | 3     | 5:00  | Las Vegas, Nevada, États-Unis                 | |
| Victoire | 16-0-1 | Claudionor da Silva Fontinelle | Soumission (étranglement arrière)       | UCC 6: Redemption                            | 19 octobre 2001   | 2     | 1:04  | Montréal, Québec, Canada                      | |
| Égalité  | 15-0-1 | Kiuma Kunioku                  | Égalité                                 | Pancrase: 2001 Neo-Blood Tournament, Round 2 | 29 juillet 2001   | 3     | 5:00  | Tokyo, Japon                                  | |
| Victoire | 15-0   | Curtis Brigham                 | TKO (arrêt du coin)                     | UW: St. Paul                                 | 15 juillet 2001   | 3     | 1:15  | Saint Paul, Minnesota, États-Unis             | |
| Victoire | 14-0   | Jason Purcell                  | TKO (coups de poing)                    | UW: Ultimate Fight Minnesota                 | 2 juin 2001       | 1     | 1:42  | Bloomington, Minnesota, États-Unis            | |
| Victoire | 13-0   | Marty Armendarez               | TKO (coups de poing)                    | KOTC 8: Bombs Away                           | 29 avril 2001     | 3     | 2:07  | Williams, Californie, États-Unis              | |
| Victoire | 12-0   | Manny Gamburyan                | Décision                                | Reality Submission Fighting 3                | 30 mars 2001      | 1     | 18:00 | Belleville, Illinois, États-Unis              | |
| Victoire | 11-0   | Tiki Ghosn                     | Soumission (blessure à l'épaule)        | UFC 30: Battle on the Boardwalk              | 23 février 2001   | 2     | 4:47  | Atlantic City, New Jersey, États-Unis         | |
| Victoire | 10-0   | Karo Parisyan                  | TKO (arrêt du coin)                     | Reality Submission Fighting 2                | 5 janvier 2001    | 1     | 16:20 | Belleville (Illinois), États-Unis             | |
| Victoire | 9-0    | Ken Parham                     | Décision unanime                        | Submission Fighting Championships            | 3 novembre 2000   | 2     | 5:00  | Collinsville (Illinois), Illinois, États-Unis | |
| Victoire | 8-0    | Karo Parisyan                  | Décision unanime                        | Reality Submission Fighting 1                | 10 octobre 2000   | 1     | 18:00 | Belleville, Illinois, États-Unis              | |
| Victoire | 7-0    | Steve Gomm                     | Décision partagée                       | Extreme Challenge 28                         | 9 octobre 1999    | 1     | 10:00 | Ogden, Utah, États-Unis                       | |
| Victoire | 6-0    | Scott Bills                    | Décision unanime                        | Extreme Challenge 28                         | 9 octobre 1999    | 1     | 10:00 | Ogden, Utah, États-Unis                       | |
| Victoire | 5-0    | Kurtis Jensen                  | TKO (coups de poing)                    | Extreme Challenge: Trials                    | 4 octobre 1999    | 1     | 0:37  | Mason City, Iowa, États-Unis                  | |
| Victoire | 4-0    | Johnnie Holland                | Soumission (clé d'épaule)               | Ultimate Wrestling                           | 13 août 1999      | 2     | 2:10  | Bloomington, Minnesota, États-Unis            | |
| Victoire | 3-0    | Joe Paun                       | Décision unanime                        | Midwest MMA Championship 1                   | 11 juillet 1999   | 1     | 15:00 | Clinton, Iowa, États-Unis                     | |
| Victoire | 2-0    | Dean Kugler                    | Décision unanime                        | Midwest MMA Championship 1                   | 11 juillet 1999   | 1     | 10:00 | Clinton, Iowa, États-Unis                     | |
| Victoire | 1-0    | Roscoe Ostyn                   | Décision unanime                        | Dangerzone: Mahnomen                         | 19 juin 1999      | 1     | 15:00 | Mahnomen, Minnesota, États-Unis               | |